# Gelbscheitel-Laubenvogel
Der Gelbscheitel-Laubenvogel (Amblyornis flavifrons), auch Gelbscheitelgärtner genannt, ist eine Art aus der Familie der Laubenvögel (Ptilonorhynchidae) und ist ein Vertreter der Avifauna Neuguineas. Im Vergleich zu den in Australien vorkommenden Chlamydera-Arten oder dem Seidenlaubenvogel ist diese zur Gattung Amblyornis gehörende Art auf Grund des schlechter zugänglichen Verbreitungsgebiets vergleichsweise wenig erforscht. Für fast 9 Jahrzehnte galt die Art gar als verschollen, erst 1981 wurde sie von Jared Diamond im Fojagebirge beobachtet. Eine von Bruce Beehler geleitete Expedition gelangen 2005 die ersten Aufnahmen dieser Art.
Der Gelbscheitel-Laubenvogel ist mit einer Körperlänge von bis zu 24 Zentimeter einer der kleineren Vertreter in der Familie der Laubenvögel und entspricht etwa der Größe einer kleinen Drossel. Er zählt zu den Arten, zu deren Balzverhalten der Bau einer Laube durch das Männchen gehört. Es werden keine Unterarten für diese Art unterschieden.
Gelbscheitel-Laubenvogel sind sehr langlebig und brauchen mehrere Jahre, bis sie ihre Geschlechtsreife erreicht haben. Auf Grund der Intelligenzleistung, die sie beim Bau ihrer Lauben zeigen, werden sie zu den intelligentesten unter den Vögeln gezählt. Ihre Bestandssituation wird laut IUCN als ungefährdet (least concern) eingestuft.

## Merkmale
Körpermaße liegen bislang nur für drei männliche Gelbscheitel-Laubenvögel vor. Diese erreichten eine Körperlänge von bis zu 24 Zentimetern, wovon 8,4 bis 8,6 Zentimeter auf den Schwanz entfielen. Die Schnabellänge betrug bei diesen drei Exemplaren zwischen 2,7 und 3,75 Zentimeter. Das Gewicht wird auf 120 Gramm geschätzt.
Die Männchen haben ein dichtes rötlichbraunes Federkleid und eine 10 cm lange, metallisch glänzende goldorange Krone, Stirn- und Nackenhaube. Einzelne Federn dieser Haube haben braune Federspitzen, die verdeckte Federbasis ist schwärzlich-braun. Die Flügel und die obere Seite des Schwanzgefieders ist braun-oliv. Die Brust, der Bauch und die Unterschwanzdecken sind zimtbraun. Die Unterseite des Schwanzgefieders ist dunkel isabellfarben. Der Schnabel ist schwarz, die Iris ist dunkelbraun Die Beine sind dunkel.
Bei den Weibchen fehlt die Haube und sie haben Ähnlichkeit mit dem Mohrenpitohui (Pitohui nigrescens), eine Art der Dickköpfe. Bei den Gelbscheitel-Laubenvogel-Weibchen ist das Gefieder gräulicholiv. Außerdem haben sie einen längeren gebogenen Schnabel und der Schwanz ist etwas länger.

## Stimme
Der Gelbscheitel-Laubenvogel hat ein sehr großes Rufrepertoire, dazu zählen krächzende, gurgelnde, klickende und glucksende Laute sowie solche, die Beobachter an die Geräusche von Papierzerknüllen oder das Schaufeln von Kies erinnerten.
Gelbscheitel-Laubenvögel ahmen wie andere Laubenvögel die Vogelstimmen ihrer Umgebung nach. Festgestellt wurde ein Imitieren von Rostohr-Honigfressers (Meliertes ochromelas), Fahlbauch-Dickichtschnäpper (Peneothello cryptoleucus), Gelbhaubenkakadu und Greisenkrähe (Corvus tristis).

## Verbreitung

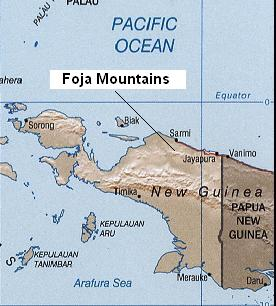
Fojagebirge, Verbreitungsgebiet des Gelbscheitel-Laubenvogels.

Der Gelbscheitel-Laubenvogel ist endemisch im Gebiet des Fojagebirges nördlich des Mambaramobeckens und westlich der Provinzhauptstadt Jayapura im Norden von Westneuguinea. Es erstreckt sich über ein Areal von 10.000 km² und ist überwiegend unbewohnt. Ursprünglich wollte man in der Gegend einen Damm bauen, der das gesamte Gebiet überflutet hätte. Das Vorhaben wurde jedoch aus finanziellen Gründen eingestellt. 1995 wurde es zum Naturschutzgebiet erklärt und erst Ende 2005 hat man hier über 40 Tier- und Pflanzenarten entdeckt bzw. wiederentdeckt.
Der Lebensraum des Gelbscheitel-Laubenvogels sind Bergregenwälder, die von Araukarien, Lithocarpus, Scheinbuchen und Steineiben dominiert sind. Gelbscheitelgärtner halten sich meist im mittleren bis unteren Baumkronenbereich auf. Abgesehen von den laubenbauenden Männchen kommen sie nur selten auf den Boden.

## Nahrung
Das Nahrungsspektrum des Gelbscheitel-Laubenvogels ist bislang nicht abschließend untersucht. Er frisst jedoch überwiegend Früchte, nach denen er in den Baumkronen sucht. Abgesehen von zwei Taubenarten ist der Gelbscheitel-Laubenvogel in seinem Verbreitungsgebiet die größte fruchtfressende Vogelart.

## Fortpflanzung
Die Männchen des Gelbscheitel-Laubenvogels sind polygyn, das heißt, sie paaren sich mit mehreren Weibchen. Das Weibchen baut alleine das Nest, bebrütet alleine das Gelegen und zieht allein die Jungvögel auf. Die Männchen werben um die Weibchen mit dem Bau von Lauben, die wie beim Säulengärtner und den anderen Amblyornis-Arten zum Typus „Maibaum“ gehören. Es handelt sich dabei um eine Konstruktion, bei der Ästchen um einen dünneren Baumstamm oder um einen Baumfarn gefügt werden. Die dabei entstehende Säule aus Ästchen um diesen Stamm ist das wesentliche Charakteristikum dieses Laubentypus. Im Vergleich zu dem zur gleichen Gattung gehörenden Hüttengärtner und Rothaubengärtner ist die Laube des Gelbscheitelgärtners gemeinsam mit dem  Goldhaubengärtner eine vergleichsweise einfache Konstruktion.
Die Lauben werden von den Männchen auf Hügelkämmen errichtet. Der Abstand von einer Laube zur nächsten liegt bei etwa 500 Meter.

### Laubenbau und Schmuck der Laube

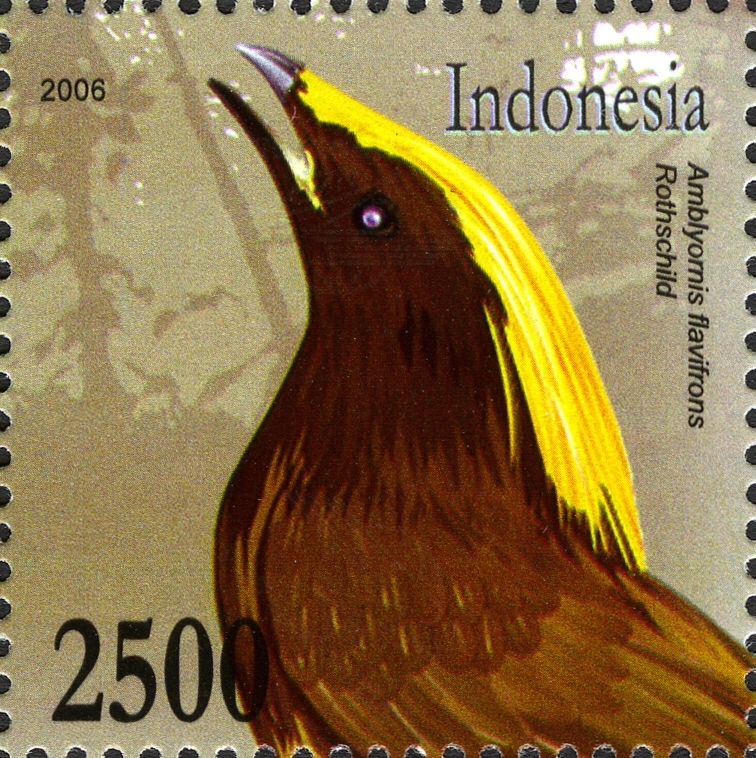
Gelbscheitel-Laubenvogel-Männchen als Motiv einer indonesischen Briefmarke

Der Gelbscheitel-Laubenvogel nutzt als Basis seines Maibaums einen jungen Baum oder einen Baumfarn mit einer Höhe von 0,5 bis 4 Meter. Um diesen herum fügt er etwa 20 Zentimeter lange Ästchen. Der sich daraus ergebende Turm hat eine Höhe zwischen 0,5 und 1,2 Meter. An der Basis des Maibaums errichtet er eine Moosplattform, die einen Durchmesser von etwa einen Meter hat. Der Rand dieser Moosplattform ist etwas erhöht. Das Männchen entfernt außerdem aus der unmittelbare Umgebung um die Moosplattform alle Ästchen und Blätter.
Wie bei den meisten Laubenvögeln schmückt der Gelbscheitel-Laubenvogel seine Laube. Der Schmuck besteht aus sorgfältig nach Farben sortierten Häufchen aus blauen, grünen und gelben Früchten. Sie werden auf der Moosplattform abgelegt. Ein Bemalen der Laube, das man bei anderen Arten der Laubenvögel bereits beobachtet hat, hat man beim Gelbscheitel-Laubenvogel bislang nicht festgestellt.
Es liegen noch keine Erkenntnisse vor, wie viel Zeit ein Männchen des Gelbscheitel-Laubenvogels während der Balzzeit in der Nähe seiner Laube verbringt. Die nahe verwandten Männchen des Rothauben- und Gelbscheitel-Laubenvogels verbringen jeweils etwa die Hälfte des Tages in Laubennähe.

### Balz
Bis zum Jahre 2004 wurde nur einmal die Balz eines Männchens des Gelbscheitel-Laubenvogels beobachtet. Dabei hielt das adulte Männchen über eine Zeitdauer von 20 Minuten eine der blauen Früchte, mit der seine Laube dekoriert war, im Schnabel. Zunächst gab es Laute von sich, die Clifford und Dawn Frith mit dem Geräusch vergleichen, die ein großes Säugetier macht, wenn es ein lockeres Kiesbett überquert, danach imitierte er im Wechsel mit diesem Laut die Rufe anderer Vogelarten. Das Männchen saß Anfang vor seiner Laube und flog dann auf eine Ansitzwarte in der Nähe der Laube. Auf die Annäherung eines Weibchen reagierte er mit einem zweisilbigen Pfiff und blieb danach stumm. Das Weibchen wechselte mehrfach seine Ansitzwarte in der Nähe der Laube, das Männchen hielt jeweils den Schnabel auf dieses Weibchen gerichtet. Die orangegelbe Haube war gesträubt und teil senkrecht aufgerichtet, so dass dem Weibchen die blaue Frucht vor einem orangegelben Hintergrund präsentiert wurde. Gelegentlich schüttelte das Männchen mit schnellen Seitwärtsbewegungen den Kopf, so dass die Federhaube zitterte. Zu einer Paarung kam es bei dieser beobachteten Balz nicht. Das Männchen begann, nachdem das Weibchen weggeflogen war, wieder laut zu rufen.

### Nest und Gelege
Über die Brutbiologie des Gelbscheitel-Laubenvogels ist nichts bekannt. Bislang wurde noch nicht einmal ein Nest dieser Art gefunden.

## Wiederentdeckung und Bestand
Walter Rothschild beschrieb den Gelbscheitel-Laubenvogel 1895 auf der Basis von 4 Bälgen, die in einem Geschäft für Federmoden in Paris entdeckt wurden. Danach blieb er lange verschollen, bis Jared Diamond 1982 eine Expedition ins nördliche Papua unternahm und diese Art im Fojagebirge nördlich des Flusses Idenburg in einer Höhenlage zwischen 1000 und 2000 m wiederentdeckte.
Trotz fehlender Bestandserhebungen stuft die Naturschutzorganisation BirdLife International diese Art als „nicht gefährdet“ (least concern) ein.
Im Dezember 2005 gelang einer Expedition unter Leitung des US-amerikanischen Ornithologen Bruce Beehler von der Naturschutzorganisation Conservation International die allerersten Fotoaufnahmen des Gelbscheitelgärtners.